# Mediamax
Mediamax  — информационное агентство и новостное интернет-издание, освещающее новости из Армении по всему миру, доступное на армянском, русском и английском языке. Всего через год после создания стало одним из самых цитируемых СМИ Армении и Закавказья.

## История
ЗАО «Медиамакс» было зарегистрировано в 1998 году, в декабре того же года регистрируется одноимённое информационное агентство. Само информационное агентство «Mediamax» было создано в мае 1999 года. Издание акцентировало внимание на качестве, всего через год после создания стало одним из самых цитируемых информационных агентств Армении и Закавказья. В 2009 году Иэн Гиллан посетил Армению вместе с организатором Rock Aid Armenia Джоном Ди и гитаристом группы Black Sabbath Тони Айомми в рамках проекта Armenia Grateful 2 Rock, организованного «Mediamax». В том же году команда «Mediamax» совершила восхождение на гору Арарат, а так же удостоились поздравления премьер-министра в связи с десятилетием деятельности. В 2012 году «АрменТел» и «Mediamax» создали проект «Ереван: XX век» с целью представить Ереван 1940—1980-х годов XX века: памятники, здания, люди и события тех лет, была выпущена телевизионная версия проекта, состоящая из 12 полноценных сюжетов. Российско-Армянский университет провёл мастер-класс в редакции издания. В том же году «Mediamax» и «АрмРосгазпром» представили копии двух дисков с участием Иэна Гиллана всем музыкальным школам Армении. В 2014 году оператор связи Армении «ВиваСелл-МТС» и «Mediamax» объявили о начале проекта «Большие чемпионы».

### Статистика
По данным Alexa Internet, по состоянию на январь 2015 года сайт ежедневно посещало около 213000 человек.